# Cyclen
Cyclen, beziehungsweise 1,4,7,10-Tetraazacyclododecan, ist ein cyclisches Polyamin. Cyclen ist der Ausgangsstoff für DOTA und DOTA-Derivate, die eine breite Anwendung als Arzneistoffe haben.

## Synthese
Cyclen kann durch die Kombination von zwei nukleophilen Substitutions-Reaktionen hergestellt werden. Mit der zuerst 1974 von Richman und Atkins beschriebenen Synthese lassen sich auch viele verwandte makrocyclische Polyazaalkane herstellen.
Ausgangsprodukt ist dabei Diethylentriamin  (1), das mit 3 Äquivalenten Tosylchlorid in Pyridin zu (3) umgesetzt wird. In Natriumethanolat wird je ein Proton der beiden primären Amine des Diethylentriamin abgespalten und durch Natrium-Ionen ersetzt (4). Als zweite Ausgangsverbindung wird Diethanolamin (2) eingesetzt. Es wird ebenfalls mit 3 Äquivalenten Tosylchlorid zu (5) umgesetzt. Beide Verbindungen (4) und (5) werden in Dimethylformamid in großer Verdünnung zur Reaktion gebracht um eine Polymerisation zu langen Ketten zu vermeiden. Im letzten Schritt werden die Tosyl-Gruppen mit Schwefelsäure entfernt und das Cyclen (7) wird erhalten. Das Rohprodukt ist meistens durch Verunreinigungen leicht gelblich gefärbt. Durch Sublimation kann Cyclen sehr rein als weißer Feststoff erhalten werden.

## Verwendung
Cyclen hat ausgezeichnete Komplexierungseigenschaften. So werden ähnlich den Kronenethern selektiv Kationen gebunden.

Ein großer Teil des Cyclens wird technisch weiterverarbeitet und mit Bromessigsäure umgesetzt um DOTA beziehungsweise DOTA-Derivate zu erhalten. Da die Stickstoffatome im Gegensatz zu den Sauerstoffatomen der Kronenether eine weitere Bindung zulassen, werden, ähnlich dem DOTA, auch (mehrere) größere Reste, wie z. B. Adenosin, angekoppelt um neue Eigenschaften zu erhalten. Diese sehr starken Komplexbildner werden sowohl in der Diagnostik, als auch in der Therapie vielfältig eingesetzt.